# 세이프웨이

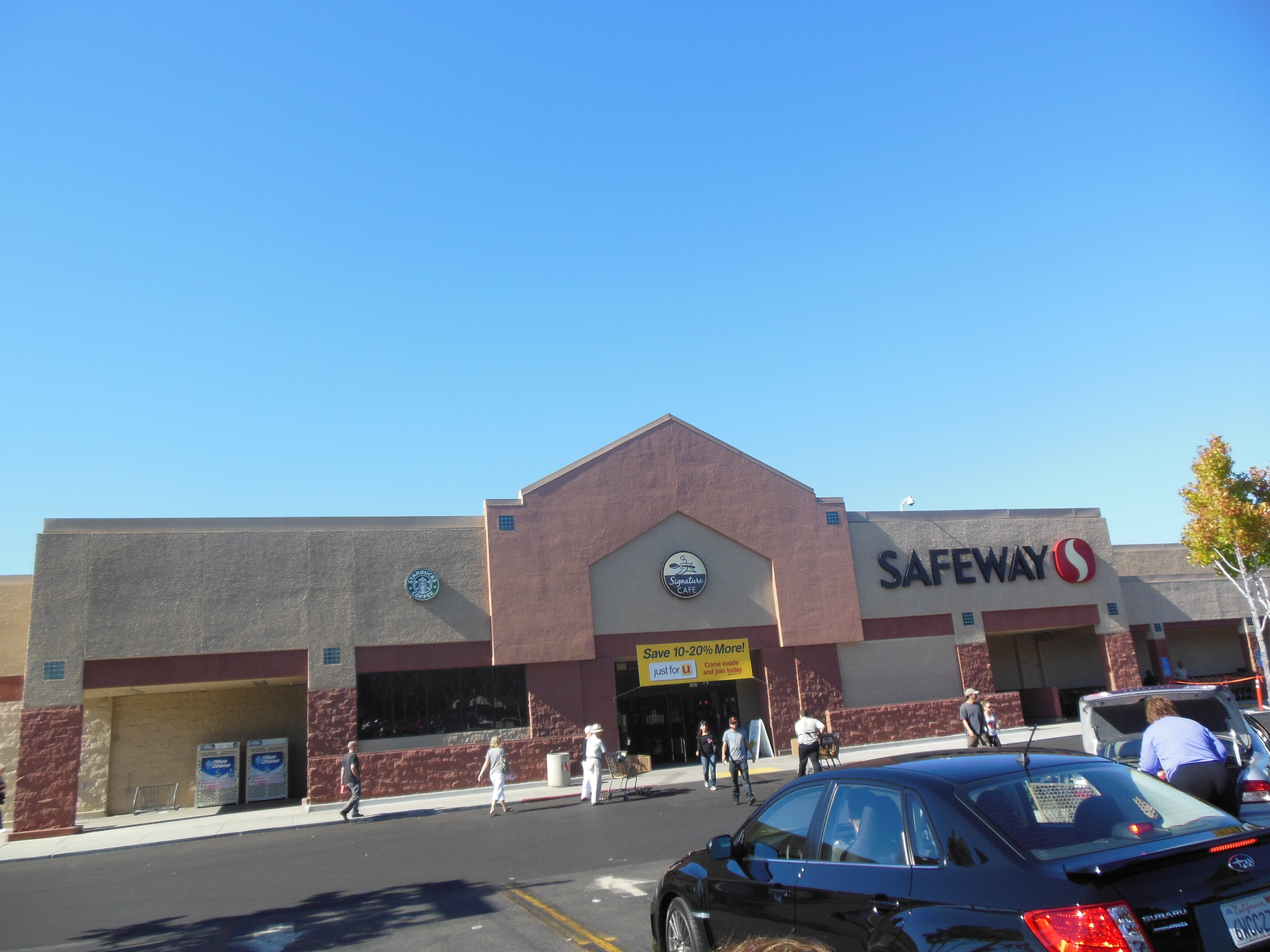
새너제이에 있는 세이프웨이

세이프웨이(Safeway)는 미국 캘리포니아주 플레전턴에 본사를 둔 슈퍼마켓 체인이다.
이 체인은 1915년에 아이다호주에서 처음 시작했으며, 현재 미국 전역에 2,400여개의 매장을 두고 있다.